# SUMA550
SUMA550(Korea SUper speed MAglev)은 한국형 초고속 자기부상열차 모델을 개발하기 위한 시험용 차량이다. 2014년 한국기계연구원과 한국철도기술연구원에서 제작하였으며 부상 방식은 상전도 흡인식이다.

## 현황
- 1량 1편성만이 제작되었으며, 한국철도시설공단 오송기지 시험선에서 시운전 중이다.